# NGC 26
NGC 26 este o galaxie spirală din constelația Pegasus. A fost descoperită în14 septembrie 1865 de către Heinrich d’Arrest.